# Síndrome FOMO
La síndrome FOMO és la patologia psicològica produïda per la por de restar fora del món tecnològic o de no desenvolupar-se al mateix ritme que la tecnologia. Alguns exemples en serien l'ansietat per no tenir el darrer model de mòbil que ha sortit al mercat, no estar al cas d'alguna tendència de la comunitat virtual, no conèixer qualque campanya viral, etc.
FOMO és un acrònim que prové de les inicials angleses fear of missing out (en català, «por de perdre's quelcom» o «por de restar sense»). En el llibre de Macarena Berlín, Háblame bajito, es defineix com «un trastorn produït per l'avenç de la tecnologia i la quantitat d'opcions que se'ns presenten a les persones d'avui en dia».

## Història
La síndrome FOMO fou identificada pel primer cop el 1996 per l'estratega de màrqueting, Dan Herman, que va seguir un procés d'investigació que li va permetre de publicar el primer treball acadèmic sobre el tema el 2000 a The Journal of Brand Management.
L'autor Patrick James McGinnis va fer servir per la primera vegada el terme FOMO i el va popularitzar l'any 2004 amb una publicació a The Harbus, la revista de l'Escola de Negocis Harvard, en la qual es va referir a la síndrome FOMO i una altra condició relacionada, FOBO (fear of being offline, en català, «por de no estar en línia») i el seu paper en la vida social a l'escola.

## Causes
Segons la Teoria d'usos i gratificacions, les persones seleccionen i fan servir activament les xarxes socials per a satisfer les seues necessitats específiques, com ara la cerca d'informació o per a mantenir-se connectat amb altres persones mitjançant la socialització.
La teoria d'autodeterminació sosté que la satisfacció psicològica d'un individu en la seua competència, autonomia i relació consisteix en tres necessitats psicològiques bàsiques per als éssers humans. Les persones amb nivells més baixos de satisfacció psicològica bàsica van reportar un nivell superior de FOMO, i es va identificar una correlació significativa entre la satisfacció psicològica bàsica i la síndrome FOMO. A més, gairebé quatre de cada deu joves van informar que experimenten FOMO sovint. A més, es va arribar a la conclusió que la síndrome FOMO era correlacionada negativament amb l'edat, i els homes tenen més probabilitats que les dones de patir-la.
La extraversió es produeix quan l'atenció i els interessos d'un individu es dirigeixen completament al que hi ha fora de si mateix. Això vol dir que els individus que són extravertits són molt còmodes socialment, és a dir, hi ha un vincle entre l'extraversió i l'ús de mitjans socials més elevat i freqüent. Aquelles persones que pateixen la síndrome FOMO, per tant, utilitzen les xarxes socials com una plataforma que millorarà la seua presència social i les seues connexions amb els altres.
El neuroticisme al·ludeix a la inestabilitat emocional d'algunes persones. S'ha demostrat que té correlació amb l'ús de mitjans socials i l'addicció a internet. Les persones que pateixen neuroticisme són més propenses a investir temps en les aplicacions de xarxes socials com Facebook i Twitter, car utilitzen aquestes aplicacions amb l'intent de validar-se a través de l'aprovació del seu entorn. Fan servir aquestes plataformes perquè és més fàcil per a ells interaccionar a través de les xarxes socials que no pas en persona.
Alguns usadors aconsegueixen una bona resposta quan publiquen quelcom a les xarxes socials, però la major part s'esperen asseguts que algú els faça cas. I com més imprevisible és això, més s'hi agafa l'usador. Totes aquestes rutines prolongades no aporten felicitat, sinó que engendren sentiments de fastig, de frustració, de passivitat i de solitud. Com que no hi ha moments especials, la rutina esdevé repetitiva i ordinària.

## Conseqüències
Els efectes de la síndrome FOMO s'acostumen a manifestar en el jovent, en destaquen els següents:
- Ansietat, estrès i sensació d'inferioritat que pot resultar difícil de controlar i de detectar a conseqüència de la sensació de tenir un estatus social baix. Aquesta sensació prové, majoritàriament, de la forta pressió que exerceixen les xarxes socials, sobretot en els adolescents.
- El desig compulsiu per interactuar mitjançant les xarxes socials i publicar fotografies de cada lloc i activitat. Així mateix, hi ha un interès desmesurat per veure com reaccionen els altres davant les publicacions. S'inverteixen més hores en línia que interactuant a la vida real.
- En els casos greus de la síndrome, es pot arribar a una insatisfacció extrema que pot causar problemes de salut mental o física. Comencen a experimentar-se canvis sobtats d'humor, sensació de soledat i baixa autoestima.
- La distorsió de la percepció de la realitat al passar molt de temps connectat a l'univers digital. En les xarxes socials, el fet de visitar el perfil d'una persona es pot definir amb la següent metàfora: «és com veure el tràiler d'una pel·lícula on només es veuen les millors escenes o aquelles que criden més l'atenció». D'aquesta manera, s'acaba per idealitzar persones a partir d'unes imatges o escrits que només es corresponen a un miratge, una petita part de la vida real de la persona en qüestió.
- La pèrdua de la privacitat. L'afany d'un adolescent per obtenir seguidors, «m'agrades» i respostes dels seus contactes en xarxes socials com Instagram o Twitter.
- Altres actituds fruit d'aquest trastorn són la modificació en la percepció de l'auto-imatge, el judici constant cap als altres, la disminució de la concentració, la tendència a la competitivitat i la necessitat de superar a l'altre.[11]

## Exemples de situacions alimentades pel FOMO

### Insuficiència de stock a la pandèmia covid-19
La crisi generada per la pandèmia per coronavirus de 2019-2021 i les mesures dràstiques adoptades per les autoritats, feren que la població realitzés compres massives als supermercats superant l'estoc d'alguns productes, entre ells, el paper higiènic, sense, a priori, un argument raonable. El motiu es pot explicar a partir de la síndrome FOMO a partir d'una cadena de successos: diverses persones coincideixen en comprar, a la vegada, paper higiènic; una altra persona veu com aquesta gent en compra i decideix fer-ho també, creient que es quedarà sense; un altre client fa el mateix, agafant dos o tres paquets més per por a no tenir-ne suficient i així es van sumant persones.

### Venda oli degirasol arrán de la invasió russa d'Ucraïna
L'any 2022, arran de la invasió russa d'Ucraïna iniciada el 24 de febrer, els supermercats van haver de racionar la venda d'oli de gira-sol després de notar compres «desproporcionades» d'aquest producte generat pel pànic de la guerra i els problemes generalitzats d'abastiment, essent aquest un dels productes més importats a l'Estat espanyol des d'Ucraïna, car representa el 60 % de tot el que es subministra, ocasionant també la compra irracional d'altres aliments bàsics com la llet, l'arròs i l'aigua.

### Black-friday, cyber-monday, travel-tuesday,...
Al novembre sempre coincideix el període més conegut de compres de l'any: la setmana de Black Friday. Aquesta setmana de consumisme ve precedida pels constants estímuls d'ofertes i articles rebaixats que suposadament no tornaran a valdre el mateix. Això ja ha estat desmentit en diverses ocasions on s'ha vist que tot forma part d'una campanya massiva de màrqueting i que els preus no varien tant als de la resta de la temporada.
La gent es veu motivada a comprar precisament pel sentiment FOMO; del fet que si no ho fan en aquella setmana s'hauran perdut tot lo bo al millor preu, sigui roba, tecnologia o viatges.